# 2003–2004-es magyar női röplabdabajnokság
A 2003–2004-es magyar női röplabdabajnokság az ötvenkilencedik magyar női röplabdabajnokság volt. A bajnokságban hét csapat indult el, a csapatok három kört játszottak, majd az alapszakasz után play-off rendszerben játszottak a végső helyezésekért.

## Alapszakasz
| #  | Csapat                             | M  | Gy | V  | Sz+ | Sz- | P  |
| -- | ---------------------------------- | -- | -- | -- | --- | --- | -- |
| 1. | BSE-FCSM                           | 18 | 14 | 4  | 45  | 18  | 32 |
| 2. | Titász-NRK Nyíregyháza             | 18 | 13 | 5  | 44  | 24  | 31 |
| 3. | Vasas SC-Opus Via-Óbuda            | 18 | 12 | 6  | 40  | 19  | 30 |
| 4. | Minor-Phoenix-Mecano-Kecskeméti RC | 18 | 11 | 7  | 39  | 34  | 29 |
| 5. | Architekton-Gödöllői RC            | 18 | 5  | 13 | 23  | 45  | 23 |
| 6. | Miskolci VSC-MISI                  | 18 | 5  | 13 | 22  | 45  | 23 |
| 7. | Jászberényi RK                     | 18 | 3  | 15 | 21  | 49  | 21 |

* M: Mérkőzés Gy: Győzelem V: Vereség Sz+: Nyert szett Sz-: Vesztett szett P: Pont

## Rájátszás
Negyeddöntő: Titász-NRK Nyíregyháza–Jászberényi RK 3:0, 2:3, 3:0 és Vasas SC-Opus Via-Óbuda–Miskolci VSC-MISI 3:0, 3:1 és Minor-Phoenix-Mecano-Kecskeméti RC–Architekton-Gödöllői RC 3:0, 3:2
Elődöntő: BSE-FCSM–Minor-Phoenix-Mecano-Kecskeméti RC 1:3, 3:2, 1:3, 3:1, 3:1 és Titász-NRK Nyíregyháza–Vasas SC-Opus Via-Óbuda 0:3, 0:3, 1:3
Döntő: BSE-FCSM–Vasas SC-Opus Via-Óbuda 3:0, 3:2, 3:1
3. helyért: Titász-NRK Nyíregyháza–Minor-Phoenix-Mecano-Kecskeméti RC 2:3, 1:3, 3:1, 1:3
5–7. helyért: Miskolci VSC-MISI–Jászberényi RK 3:1, 1:3, 3:2
5. helyért: Architekton-Gödöllői RC–Miskolci VSC-MISI 3:0, 3:0